# (31977) Devalapurkar
2000 HZ13 (asteroide 31977) é um asteroide da cintura principal. Possui uma excentricidade de 0.07107480 e uma inclinação de 3.29725º.
Este asteroide foi descoberto no dia 28 de abril de 2000 por LINEAR em Socorro.